# Varoli
Varoli är en udde i Antarktis. Den ligger i Sydshetlandsöarna. Argentina, Chile och Storbritannien gör anspråk på området.
Terrängen inåt land är platt åt sydväst, men åt sydost är den kuperad. Havet är nära Varoli åt nordväst. Trakten är glest befolkad. Närmaste befolkade plats är Maldonado Station, 14,8 kilometer söder om Varoli. 